# Грую Старибратов
Грую Кунчов Старибратов е участник в Априлското въстание. Роден е в семействито на Кунчо и Цона Старибратови в село Копривщица.
В първият неделен ден подир Въскресение Христово отива в дома на Тодор Каблешков заедно с учителя Генчо Белчев, където се записва за член на Революционния комитет и внася три турски лири в комитетската каса. След подготовка на 20 април 1876 г. се включва в четата на Брайко Енев и с нея заема позиция за охрана на пътя за село Златица в местността „Устието“. На 28 април по заповед на комитета взима участие при изтреблението т.е. клането на турчеещите се копривщенски цигани в района на Чардашко дере. Там е в качеството си на караул, заедно с Петко Гедженов, а по желание на други другари въстаници взима участие и в самото клане. Стои на поста си като охрана до навлизането на турските войски в Копривщица.
След потушаването на въстанието се укрива от издирванията на турските власти и така му се разминават всякакви изтезания, затвор и заточение. Почива в град Пловдив на 24 януари 1928 г.